# Parantica schoenigi
Parantica schoenigi је врста лептира из породице шаренаца (лат. Nymphalidae).

## Распрострањење
Филипини су једино познато природно станиште врсте.

## Станиште
Врста Parantica schoenigi има станиште на копну.

## Угроженост
Ова врста се сматра угроженом.